# Claybook
Claybook è un videogioco indipendente del 2017 di genere rompicapo, sviluppato e pubblicato dallo studio finlandese Second Order per PC Windows e successivamente per le console Xbox One, PlayStation 4 e Nintendo Switch.